# Janice Rule
Janice Rule (15 de agosto de 1931 - 17 de octubre de 2003) fue una actriz estadounidense.
Nacida en Norwood, Ohio, su carrera incluye teatro, trabajo en televisión y cine. Entre sus actuaciones los roles de película que se destacaron fueron Emily Stewart en The Chase, Virginia en Goodbye, My Fancy, Willie en 3 Women de Robert Altman, la periodista Kate Newman en el "thriller" político de Costa Gavras, Missing, la amarga examante de Burt Lancaster en The Swimmer y la madre de Kevin Costner en la película de ciclismo, American Flyers.
Rule se casó tres veces, con N. Richard Nash (1956 - 1956), Robert Thom (1960 - 1961), y Ben Gazzara (1961 - 1979). Ella murió de una hemorragia cerebral, a la edad de 72, en la ciudad de Nueva York, Nueva York.

## Filmografía

#### TV
- La dimensión desconocida (episodio "Pesadilla como un niña") (1960)
- Las calles de San Francisco (episodio "The First Day of Forever") (1972)
- The Ray Bradbury Theater (episodio Some Live Like Lazarus) (1992)

#### Películas
- L.A. Bad (1986)
- American Flyers (1985)
- Desaparecido (1982)
- 3 Women (1977)
- Kid Blue (1973)
- Gumshoe (1971)
- The Devil and Miss Sarah (1971)
- Trial Run (1969) (TV)
- Shadow on the Land (1968)
- El nadador (1968)
- La emboscada (1967)
- Welcome to Hard Times (1967)
- Alvarez Kelly (1966)
- La jauría humana (1966)
- Invitation to a Gunfighter (1964)
- The Subterraneans (1960)
- Me enamoré de una bruja (1958)
- Gun for a Coward (1957)
- A Woman's Devotion (1956)
- Rogue's March (1953)
- Holiday for Sinners (1952)
- Starlift, con Ron Hagerthy (1951)
- Goodbye, My Fancy (1951)
- Fourteen Hours (1951) (sin acreditación)